# 새역모 사무소 방화사건
새역모 사무소 방화사건(일본어: 新しい歴史教科書をつくる会事務所放火事件 아타라시이레키시쿄카쇼오츠쿠루카이지무쇼호카지켄[*])은 2001년(헤이세이 13년) 8월 7일 도쿄도 분쿄구에서 발생한 방화테러 사건이다.
2001년 8월 7일 도쿄도 분쿄구 혼고 2정목의 3층건물 1층에서 폭발음과 함께 불길이 올랐다. 당시 이 건물 1층에는 새역모 사무실이 있었다. 불은 곧 진화되어 창문이 손상된 정도로 끝났다. 이후 경찰의 조사에서 시한식 발화장치 및 가연성 액체 탱크가 발견되면서 경시청 공안부는 신좌파의 테러 사건이라고 단정했다.
8월 10일 "혁명군"을 자칭하는 사람으로부터 각 언론사에 범행성명이 우송되었다. 경찰은 문장을 살펴보고 혁노협 비주류파(적채사파)의 범행으로 판단했다.

## 참고 자료
- 『読売新聞』2001年8月8日朝刊・夕刊、8月10日夕刊